# Johann I. (Oppeln)

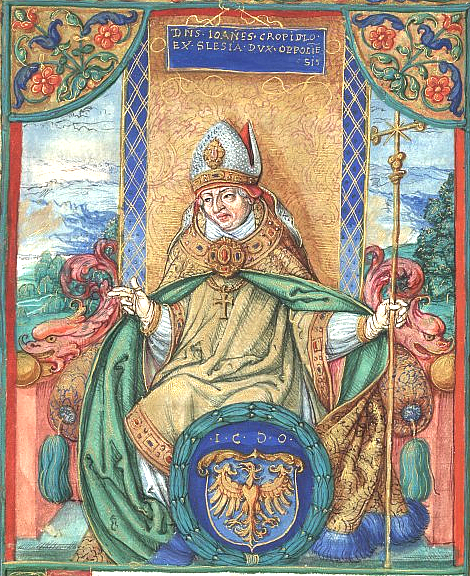
Johann I. von Oppeln

Johann I. von Oppeln, auch Johann Kropidlo, polnisch Jan Kropidło, tschechisch Jan Kropidlo, (* um 1360/64; † 3. März 1421 in Oppeln) war Herzog von Oppeln, das seit 1327 ein Lehen der Krone Böhmen war. Zudem war er 1382–1384 Bischof von Posen, 1384–1389 Bischof von Leslau; 1389–1394 Ernannter Bischof von Gnesen; 1394–1395 Administrator von Posen; 1394–1398 Bischof von Cammin; 1398–1402 Bischof von Kulm und 1402–1421 nochmals Bischof von Leslau.

## Leben
Johann, der von den Zeitgenossen Kropidło (Sprengwedel) genannt wurde, entstammte dem Oppelner Zweig der Schlesischen Piasten. Er war der älteste Sohn des Herzogs Bolko III. von Oppeln. Die Herkunft seiner Mutter Anna ist nicht bekannt. Vermutlich durch Vermittlung seines erfolgreichen Onkels Wladislaus II., der Palatin von Ungarn war, erhielt er bereits in jungen Jahren als Pfründe die reiche Propstei an der Martinskirche im Zipser Kirchdorf. Nach dem Studium der Rechte in Bologna wurde er bereits am 29. März 1382 vom Posener Domkapitel zum Nachfolger des verstorbenen Bischofs Nikolaus von Kornik gewählt. Die päpstliche Bestätigung erfolgte durch Papst Urban VI. am 9. Juni des Jahres. Da Johann noch nicht die Bischofsweihe empfangen hatte, ernannte er den Kulmer Bischof Stephan zu seinem Weihbischof und Generalvikar.
1384 wurde Johann vom Papst nach Leslau transferiert, wo er Nachfolger des Bischofs Sbilutus Paluca wurde. Auch hier wirkte für ihn sein bisheriger Weihbischof und Generalvikar. Im selben Jahr nahm Johann an der Krönung der ungarischen Königin Hedwig von Anjou teil. 1388/89 veranstaltete er in Leslau eine Diözesansynode und erhielt in dieser Zeit die Bischofsweihe. Nach dem Tod des Gnesener Erzbischofs Bodzanta 1388 bemühte sich Johann um dessen Nachfolge. Obwohl ihn der Papst Anfang 1389 dorthin transferierte, verhinderte der polnische König Władysław II. Jagiełło die Inbesitznahme des Bistums durch Johann. Der Widerstand des Königs richtete sich hauptsächlich gegen Johanns Onkel Wladislaus II. von Oppeln, der mit seiner einflussreichen Position eine antipolnische Politik verfolgte und die Aufteilung des Königreichs Polen zwischen den Königreichen Ungarn und Böhmen, dem Kurfürstentum Brandenburg und dem Deutschen Orden beabsichtigte. Deshalb fiel 1391 das polnische Heer König Jagiełłos in das Herzogtum Oppeln ein und verwüstete es. Wegen dieser Auseinandersetzungen verlor Ladislaus den Großteil seiner polnischen Besitzungen. Das Herzogtum Oppeln musste er 1393 seinem bischöflichen Neffen Johann sowie dessen jüngeren Brüdern Bolko IV., Heinrich († 1394) und Bernhard von Falkenberg († 1455) verpfänden, wobei Ladislaus ein lebenslanger Nießbrauch eingeräumt wurde.
Vermutlich wegen der durch ihn und seine Brüder ausgelösten Oppelner Fehde, durch die Johann schlecht beleumdet war, gelang ihm auch nach weiteren Bemühungen nicht die Amtsübernahme in Gnesen, auf das er schließlich 1394 verzichtete. Im selben Jahr wurde er von Papst Bonifaz IX. erneut nach Posen transferiert, wo er dem Bischof Dobrogost Nowodworski nachfolgen sollte, der an Johanns Stelle vom Papst nach Gnesen versetzt wurde. Da König Jagiełło auch in Posen die Inbesitznahme durch Johann verhinderte, transferierte ihn Bonifaz IX. nach der Resignation des Camminer Bischofs Johannes III. Brunonis dorthin. Da die Camminer Bischofseinkünfte für eine standesgemäße Versorgung Johanns nicht ausreichten, übertrug ihm der Papst das Bistum Posen zur Administration und Nutzung. Nach der Besetzung des Posener Bischofsstuhls mit Nikolaus Kurowski musste Johann am 20. August 1395 auf die dortige Administration verzichten. Zum Ausgleich wies ihm der Papst die Einkünfte der im Deutschordensland gelegenen Gnesener Mensalgüter zu und gestattete ihm gleichzeitig, weitere Benefizien zu erwerben. Wegen dieses Privilegs gelangte Johann u. a. zeitweilig an das Archidiakonat von Pyritz. Bei der Amtsübergabe des Bistums Cammin an Johann in Rom war auch der Scholaster Berthold Bertholdi als Vertreter des Camminer Domkapitels anwesend. Die Inbesitznahme des Bistums Cammin durch Johann erfolgte Ende 1394. Bereits am 19. Dezember d. J. bestätigte Johann der Stadt Kolberg ihre Privilegien. Nachdem sich Johann bis August 1394 mit Diözesanangelegenheiten befasst hatte, übertrug er anschließend die Bistumsverwaltung dem Generalvikar Michael Blide und dem Weihbischof Johann von Gardar.
1398 wurde Johann von Papst Bonifaz IX. nach Kulm transferiert, während der dortige Bischof Nikolaus von Schippenbeil im Gegenzug nach Cammin versetzt wurde. Dadurch verlor Johann die reichen Camminer Pfründen und weitere finanzielle Vorteile. Da er kein Mitglied des Deutschen Ordens war, protestierte gegen seine Translation nach Kulm der Hochmeister Konrad von Jungingen, der zudem eine übermäßige finanzielle Belastung des Bistums Kulm befürchtete. Johann, der sich in Oppeln aufhielt, versuchte daraufhin, als Kaufmann verkleidet nach Kulm zu gelangen und das Bistum in Besitz zu nehmen. Auf dem Weg dorthin wurde er im März 1399 in Kalisch auf Befehl des Königs Jagiełło gefangen genommen. Dabei wurden ihm eine Verschwörung mit dem Deutschen Orden sowie mit dem ungarischen König Sigismund vorgeworfen. Nachdem er nach Protesten und einer Bürgschaft seiner Verwandten freigelassen worden war, nahm er das Bistum Kulm in Besitz. Dort amtierte er nur wenige Monate. Im August 1399 übergab er seinem Domkapitel ein Stück Land in Briesen in der Nähe von Kulmsee. Der Priester-Fronleichnamsbruderschaft in Thorn bestätigte er deren Statuten. Im September d. J. kehrte er nach Schlesien zurück. Vorher übertrug er die Verwaltung der Diözese Kulm seinem Weihbischof Johannes Kaldeborn.

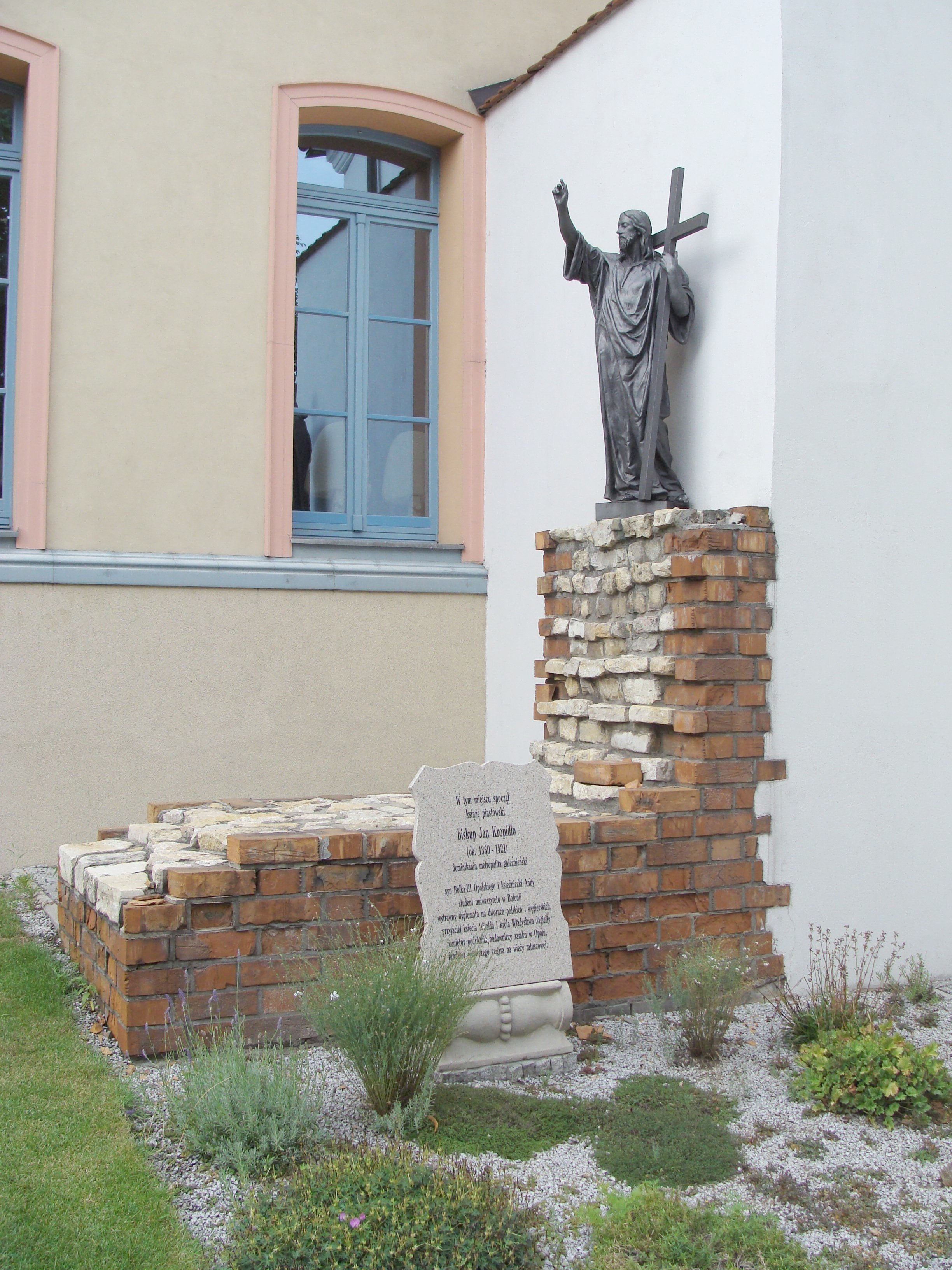
Grabstätte des Herzogs Johann I. von Oppeln

Als Gesandter des ungarischen Königs Sigismund, der ihm die Benediktinerabtei Szekszárd übertrug, begab sich Johann nach Italien, wo er sich im Mai 1400 in Pavia aufhielt. Anfang 1402 bemühte er sich erneut um das Bistum Leslau, das ihm Papst Bonifaz IX. am 27. Januar des Jahres verlieh. Obwohl er Kulm zur Administration beibehalten wollte, musste er darauf wegen des Widerstands des Deutschen Ordens sowie des Kulmer Domkapitels am 16. Juli 1402 verzichten.
Als Bischof von Leslau führte Johann mehrere Auseinandersetzungen mit dem Deutschen Orden, wobei es u. a. um die Einheit des Bistums und Besitzstreitigkeiten ging. 1410 wurde Johann, der sich nach dem Tod seines Onkels Ladislaus von Oppeln 1401 mit dem polnischen König befriedete, auf Anordnung des böhmischen Königs Wenzel vom Rat der Stadt Breslau gefangen genommen. Ihm und seinen Brüdern wurden die Überfälle auf Breslauer Kaufleute zur Last gelegt, deren Ursache die sogenannte Oppelner Fehde war. Zudem wurde ihm die Unterstützung König Jagiełłos in dessen Krieg gegen den Deutschen Orden vorgeworfen. Nachdem Bischof Wenzel von Liegnitz über die Stadt Breslau ein Interdikt verhängte, musste Johann bedingungslos freigelassen werden.
Während seiner Leslauer Amtszeit reformierte Johann das dortige Domkapitel; 1411 wurde der Bau der Kathedrale beendet. Nach der Teilnahme am Konstanzer Konzil veranstaltete er 1418 eine Diözesansynode.
Vor seinem Tod stiftete Johann in Oppeln das Alexius-Hospital mit der Alexius-Kapelle neben dem Odertor. Er starb am 3. März 1421 in Oppeln; sein Leichnam wurde in der dortigen Dominikanerkirche beigesetzt.